# Stefano Maria Bianchi
Stefano Maria Bianchi (Taranto, 8 maggio 1963) è un giornalista e regista italiano.

## Biografia
Inviato della emittente Videouno, pubblica il suo primo libro nel 1994 per la Kaos. Ha collaborato in Rai con Michele Santoro nei programmi Sciuscià e Annozero, per poi trasferirsi su LA7 in Servizio pubblico e Announo, quest'ultimo condotto da Giulia Innocenzi. Nel 2005 ha diretto il documentario La mafia è bianca.

## Premi e riconoscimenti
Ha ottenuto due volte il Premio Ilaria Alpi.

## Controversie
Nel 2007 è stato denunciato per diffamazione dal senatore Antonio D'Alì dopo aver effettuato un'intervista all'ex-prefetto di Trapani Fulvio Sodano trasmessa su AnnoZero il 5 ottobre 2006.